# Río Chico (vattendrag i Spanien, Andalusien, Provincia de Granada, lat 36,87, long -3,42)
Río Chico är ett vattendrag i Spanien.   Det ligger i provinsen Provincia de Granada och regionen Andalusien, i den södra delen av landet, 400 km söder om huvudstaden Madrid.